# Dana Zátopková
Dana Zátopková (geborene Ingrová; * 19. September 1922 in Fryštát; † 13. März 2020 in Prag, Tschechien) war eine tschechoslowakische Speerwerferin. Sie wurde 1952 Olympiasiegerin und war die Ehefrau des Langstreckenläufers Emil Zátopek (1922–2000).

## Leben
Zátopková war geboren in Fryštát. Sie wuchs in Uherské Hradiště in Mähren auf, wo sie auf dem Gymnasium zuerst zum Handball, später zur Leichtathletik fand. Bei den Olympischen Spielen 1948 wurde sie Siebte. Nach den Spielen heiratete sie am 24. Oktober 1948 Emil Zátopek, den aktuellen Olympiasieger im 10.000-Meter-Lauf, der am selben Tag wie sie geboren wurde. 1952 in Helsinki gewannen beide Eheleute fast gleichzeitig olympisches Gold. 1956 in Melbourne wurde Dana Vierte, und 1960 in Rom gewann sie die Silbermedaille.
Außerdem wurde sie zweimal Europameisterin: 1954 in Bern und 1958 in Stockholm.
Insgesamt war sie 13-mal Republikmeisterin, 14-mal hat sie den Republikrekord errungen, zweimal den europäischen Rekord und 1958 auch den Weltrekord. Ab 1953 arbeitete sie als Trainerin und war bis zu ihrem Lebensende national und international im Sport als Funktionärin engagiert. Zátopková starb im März 2020 im Alter von 97 Jahren in Prag.

## Erfolge

### Olympische Spiele
- 1948 in London: Siebte mit 39,64 m (unter ihrem Geburtsnamen Ingrová)
- 1952 in Helsinki: Gold mit 50,47 m vor Alexandra Tschudina mit 50,01 m und Jelena Gortschakowa mit 49,76 m, beide UdSSR
- 1956 in Melbourne: Vierte mit 49,83 m
- 1960 in Rom: Silber mit 53,78 m hinter Elvīra Ozoliņa mit 55,98 m und vor Birutė Kalėdienė, beide UdSSR

### Europameisterschaften
- 1950 in Brüssel: Fünfte mit 41,34 m
- 1954 in Bern: Gold mit 52,91 m vor Virve Roolaid mit 49,94 m und Nadeschda Konjajewa mit 48,49 m, beide UdSSR
- 1958 in Stockholm: Gold mit 56,02 m vor Birute Zalogaitite (UdSSR) mit 51,30 m und der Deutschen Jutta Neumann mit 50,50 m

### Platzierungen auf der Weltbestenliste
- 1954: 3. (53,26 m)
- 1956: 5. (52,24 m)
- 1957: 2. (53,80 m)
- 1960: 4. (55,74 m)
- 1961: 3. (56,10 m)